# 布迪德博尔加尔
布迪德博尔加尔（法語：Boudy-de-Beauregard，法語發音：[budi də boʁɡaʁ]）是法国洛特-加龙省的一个市镇，属于洛特河畔新城区。

## 地理
布迪德博尔加尔（44°32'19"N, 0°41'21"E）面积10.07 平方千米，位于法国新阿基坦大区洛特-加龍省，该省份为法国西南部内陆省份，北起多爾多涅省，西接吉倫特省和朗德省，南至热尔省，东临塔恩-加龙省和洛特省。
与布迪德博尔加尔接壤的市镇（或旧市镇、城区）包括：圣厄特罗普德博恩、博加、康孔、卡斯泰尔诺-德格拉特康布、蒙弗朗坎。

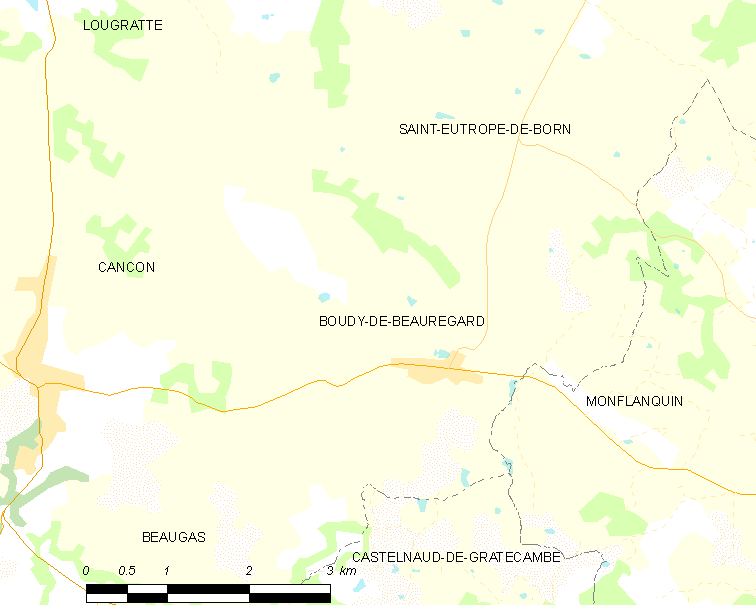
布迪德博尔加尔的OSM定位图

布迪德博尔加尔的时区为UTC+01:00、UTC+02:00（夏令时）。

## 行政
布迪德博尔加尔的邮政编码为47290，INSEE市镇编码为47033。

## 政治
布迪德博尔加尔所属的省级选区为上阿日奈-佩里戈尔县。

## 人口

1962-2008年间布迪德博尔加尔人口变化图示

布迪德博尔加尔于2022年1月1日时的人口数量为397人。